# NGC 1880
NGC 1880 ist die Bezeichnung eines Emissionsnebels im Sternbild Dorado. Das Objekt gehört zu dem Sternentstehungsgebiet N113 in der Großen Magellanschen Wolke und wurde im Jahr 1826 von James Dunlop entdeckt.